# Xidi
För andra betydelser, se Xidi (olika betydelser).
Xidì (西递) är en by som är belägen i Xidi köping i Yi härad i södra Anhui-provinsen i Kina. Byn är sedan år 2000 uppsatt på Unescos Världsarvslista. Till världsarvet hör även grannbyn Hongcun.

## Historia
Staden grundades under kejsaren Huangyous regeringstid (Songdynastin) och hette ursprungligen Xichuan (Västra floden), på grund av vattnets riktning genom byn. Byns framväxt var starkt kopplad till familjen Hus framgångar. Flera medlemmar av familjen började idka handel år 1465, vilket lade grunden för byggandet av stora privata byggnader och allmän infrastruktur. I mitten på 1600-talet, gick en del familjemedlemmar över till politiken. Xidis utveckling nådde sin kulmen under 1700-talet och 1800-talet, då byn hade omkring 600 invånare.
Gatunätet i Xidi domineras av en huvudgata som går i öst-västlig riktning och flankeras av två parallella gator. Dessa större gator är förenade av ett antal smala alléer. Små öppna ytor är begränsade till området alldeles framför byns huvudbyggnader, Huset för Respekt, Huset för Minnen och Minnesbågen över Guvernören.
Huvudattraktioner idag är 124 mycket välbevarade trähus från Mingdynastin och Qindynastin med underbart vackert träsnideri. Många av husen är öppna för allmänheten.